# Фрум
Фру̀м (на английски: Frome, на английски се произнася с дълго „У“ като Фруум) е град в община Мендип в централната западна част на област Съмърсет, Югозападна Англия. Населението на града към 2001 г. е 24 171 жители.

## География
Фрум е разположен в най-източната част на общината в непосредствена близост до границата с графство Уилтшър. На около 30 километра в северозападна посока се намира агломерацията на град Бристъл, а столицата Лондон отстои на 142 километра на изток.

## Демография
Изменение на населението за период от две десетилетия 1981-2001 година:
| година    | 1981   | 1991   | 2001   |
| --------- | ------ | ------ | ------ |
| население | 19 678 | 23 159 | 24 171 |

## Училища
Фрум има 13 начални училища за деца на възраст от 4 до 9 години. Сред тях са:
- Berkley Church of England First School
- Christ Church Church of England First School
- Hayesdown First School
- St John's Church of England Voluntary Aided First School
- St Louis Catholic Primary School
- Trinity Church of England First School
- Vallis First School

В града има две основни училища за деца на възраст от 9 до 13 години:
- „Oakfield Middle School“
- „Selwood Anglican/Methodist Middle School“

В града има един колеж – „Frome Community College“, за ученици на възраст от 13 до 18 години. Колежът е специализиран в областта на медийните изкуства – ("media arts" status).

## Личности
Известни публични личности свързани с града:
- Дженсън Бътън - пилот от формула 1, роден през 1980 година във Фрум, посещавал средното училище „Selwood Middle School“ в града.
- Луиз Максуел - канадска актриса, изпълнявала ролята на мисис Мънипени (Miss Moneypenny) в 14 епизода за Джеймс Бонд от 1962 година до 1985 година. Тя живее във Фрум от 1994 година до 2001 година.[3]